# 阿特沃特 (加利福尼亚州)
阿特沃特（英語：Atwater），是美国加利福尼亚州默塞德县下属的一座城市。建市于1922年8月16日，面积大约为6.09平方英里（15.8平方公里）。根据2010年美国人口普查，该市有人口28,168人。